# Вест Пивајн (Оклахома)
Вест Пивајн (енгл. West Peavine) насељено је место без административног статуса у америчкој савезној држави Оклахома.

## Демографија
По попису из 2010. године број становника је 218, што је 7 (-3,1%) становника мање него 2000. године.
| Група             | 2000.       | 2010.      |
| Белци             | 106 (47,1%) | 87 (39,9%) |
| Афроамериканци    | 0 (0,0%)    | 1 (0,5%)   |
| Азијати           | 0 (0,0%)    | 0 (0,0%)   |
| Хиспаноамериканци | 4 (1,8%)    | 4 (1,8%)   |
| Укупно            | 225         | 218        |